# 竹山実

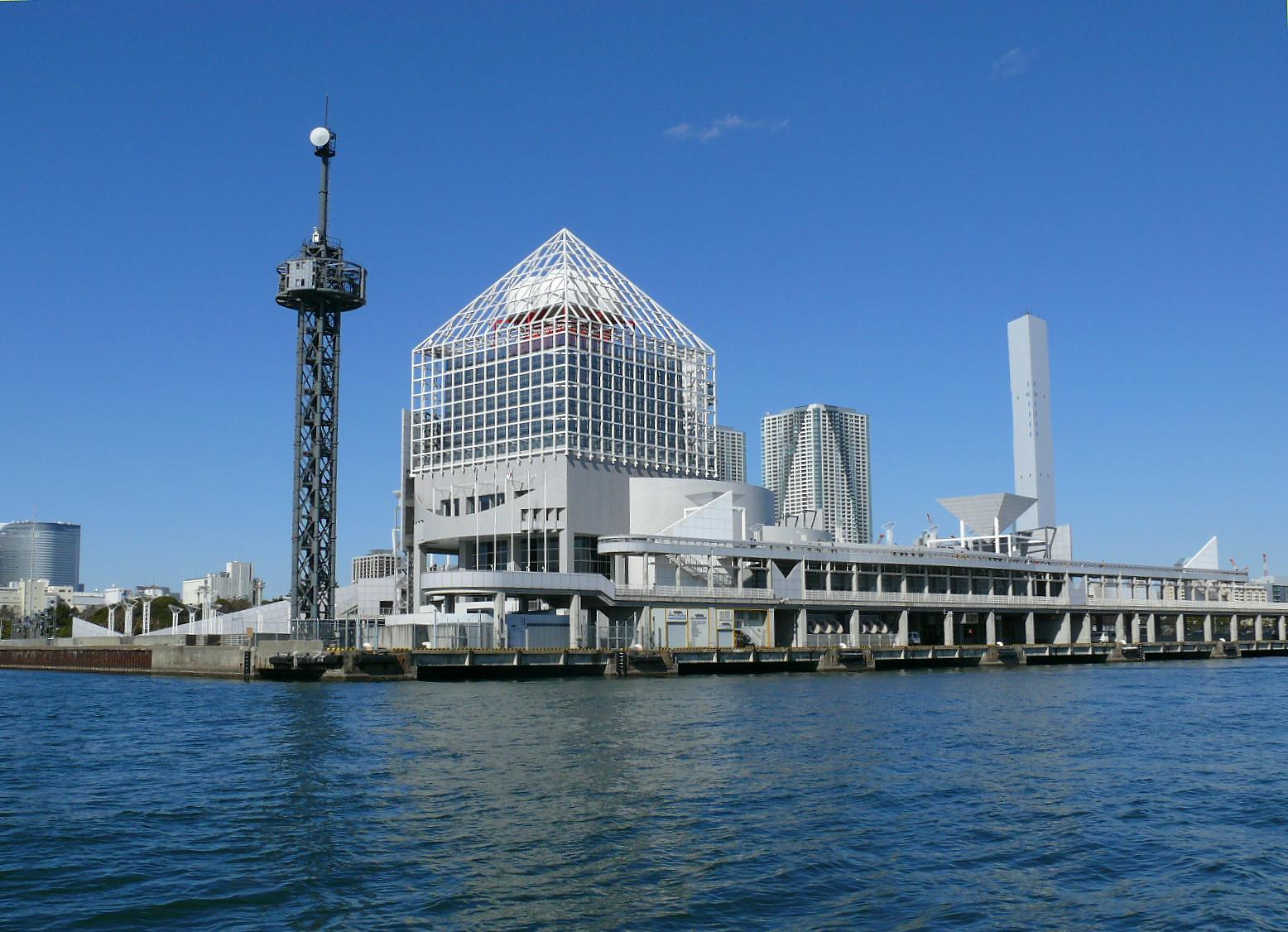
代表作の晴海客船ターミナル

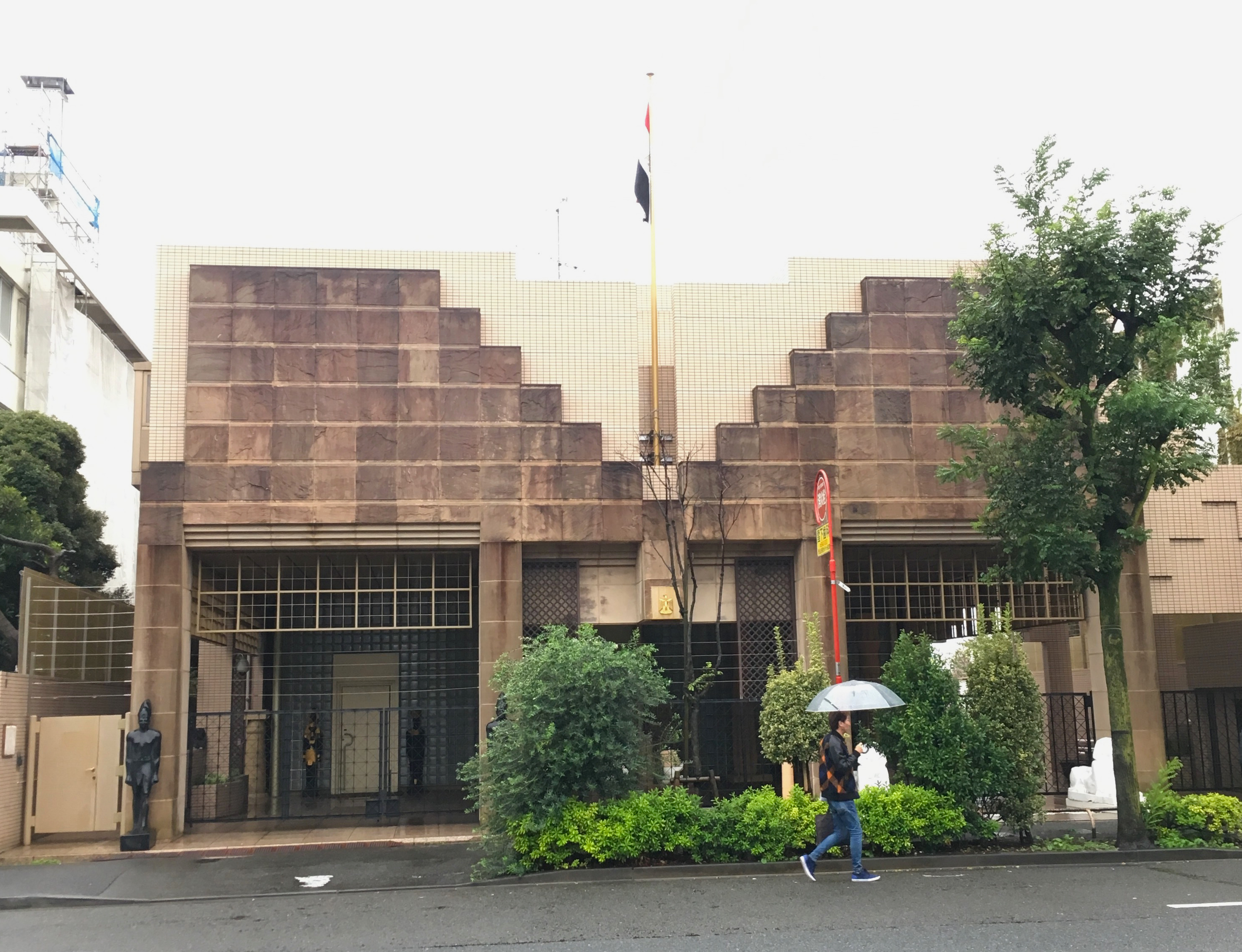
エジプト・アラブ共和国大使館

竹山 実（たけやま みのる、1934年3月15日 - 2020年9月24日）は、日本の建築家。竹山実建築綜合研究所所長。イリノイ大学名誉教授。武蔵野美術大学名誉教授。アメリカ建築家協会(AIA)名誉会員。

## 来歴・人物

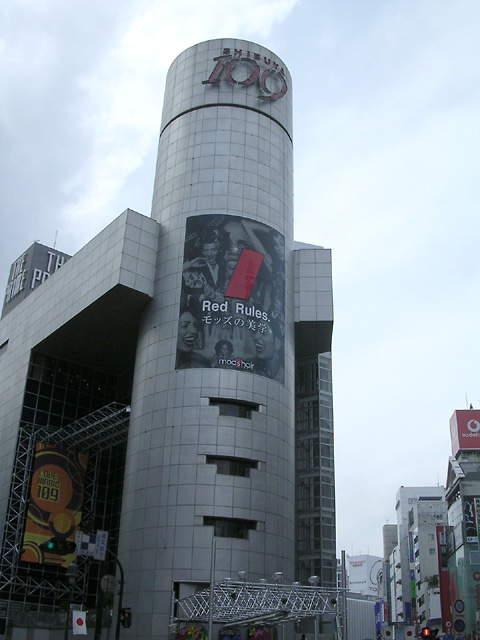
SHIBUYA109

北海道札幌市出身。フルブライト奨学金で留学したハーバード大学大学院修士課程を修了後、ホセ・ルイ・セルトや、イサム・ノグチの事務所に勤務し、その後、1962年、デンマークに渡る。デンマークでは、ヨーン・ウツソン、アルネ・ヤコブセン、フィン・ユール、ヘニング・ラーセンの事務所に勤務、また、1963年から一年間、教師としてデンマーク王立アカデミー建築科に勤めた。
1964年に帰国し、竹山実建築綜合研究所を設立。同時期、芦原義信に請われ武蔵野美術大学建築学科の創設に参加した。その後、新宿歌舞伎町の商業ビル一番館、二番館などのポストモダン建築で注目を浴び、また、チャールズ・ジェンクスの『ポスト・モダニズムの建築言語』をいち早く日本に紹介したことでも知られ、ポストモダン建築の代表的な建築家と位置づけられる。一番館は、ハーフミラーを用いたグラフィカルな外皮、白黒のストライプの外装など、特異な外観で、ポストモダン建築を代表する作品の一つとされ、建築史的にも重要な作品である。また、一番館にほど近い場所に施行された二番館は、一番館に比べ、よりカラフルな構成、色彩となり、粟津潔による外装デザインが今なお斬新である。
その他の代表作は、ホテルビバリートム、SHIBUYA109、晴海客船ターミナルなどがある。
1986年の新都庁舎コンペには、審査員として参加。2004年、竹山の業績を記念して、武蔵野美術大学建築学科卒業生の作品を対象として、「武蔵野美術大学建築学科 竹山実賞」が設けられた。
2020年9月24日19時11分、肺炎のため、東京都渋谷区の病院で死去。86歳没。

## 略歴
- 1934年 北海道札幌市に生まれる。
- 1946年 北海道庁立札幌第一中学校入学
- 1952年 北海道札幌東高等学校卒業。

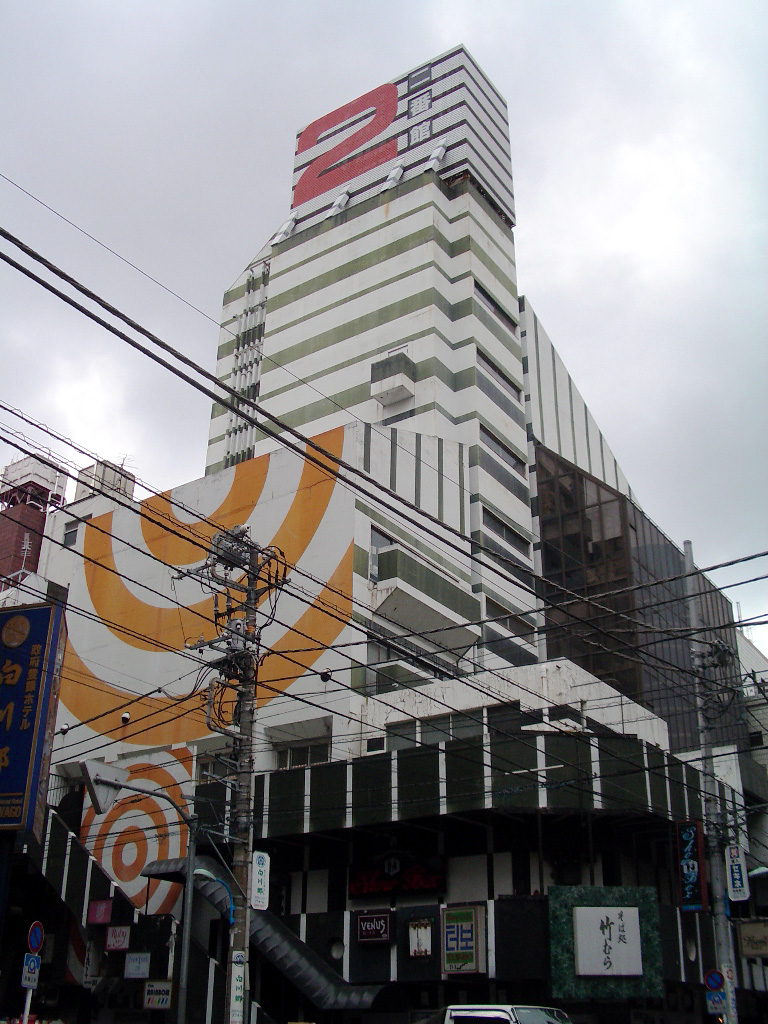
二番館

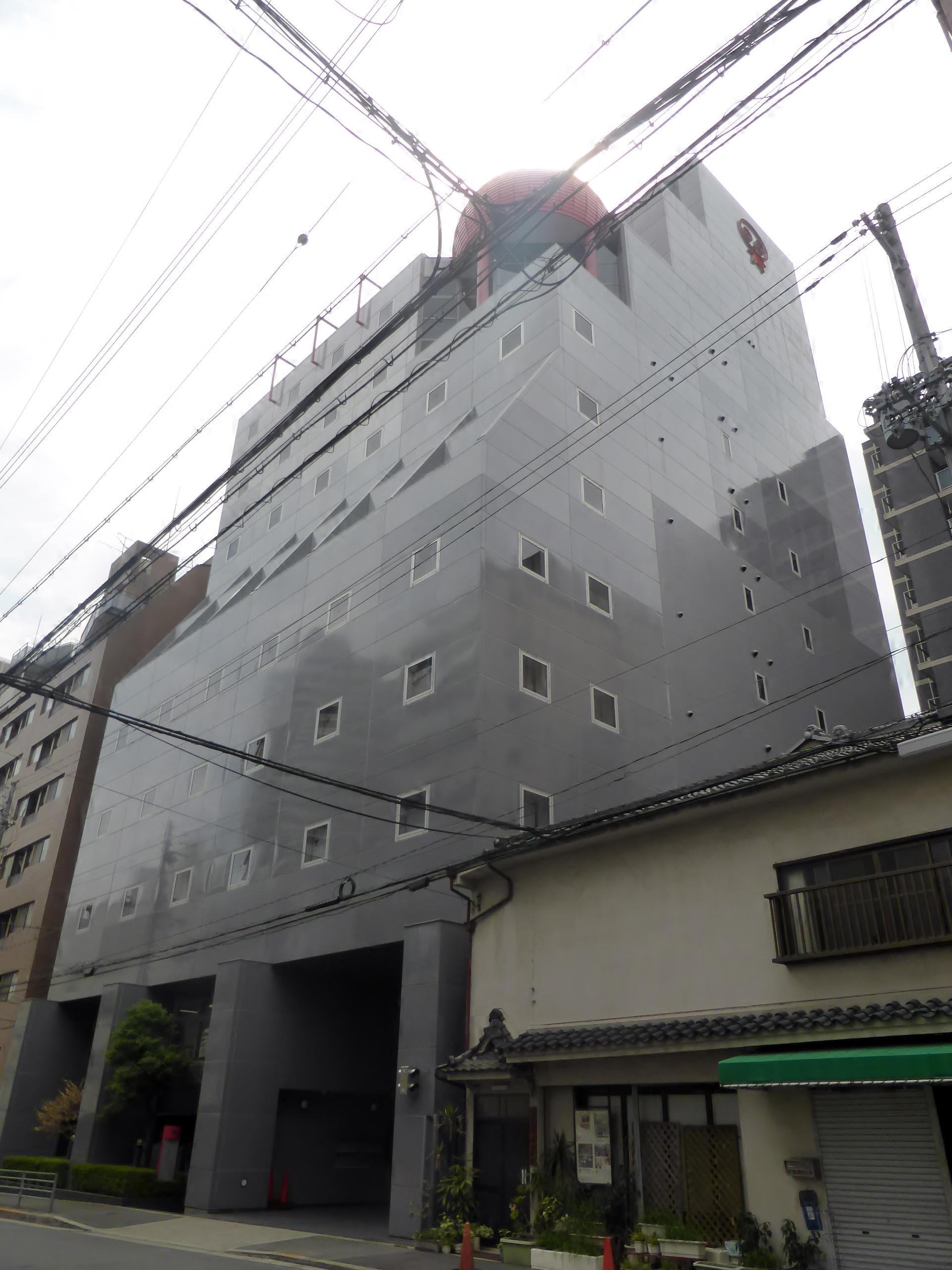
味覚糖本社ビル

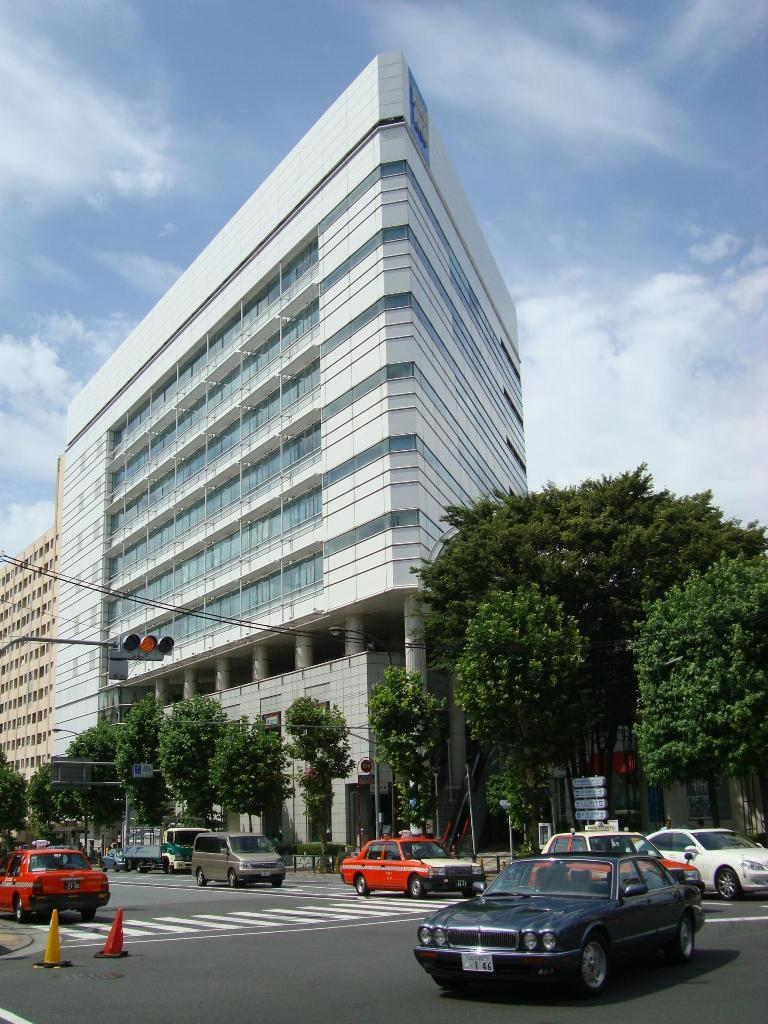
広尾プラザ

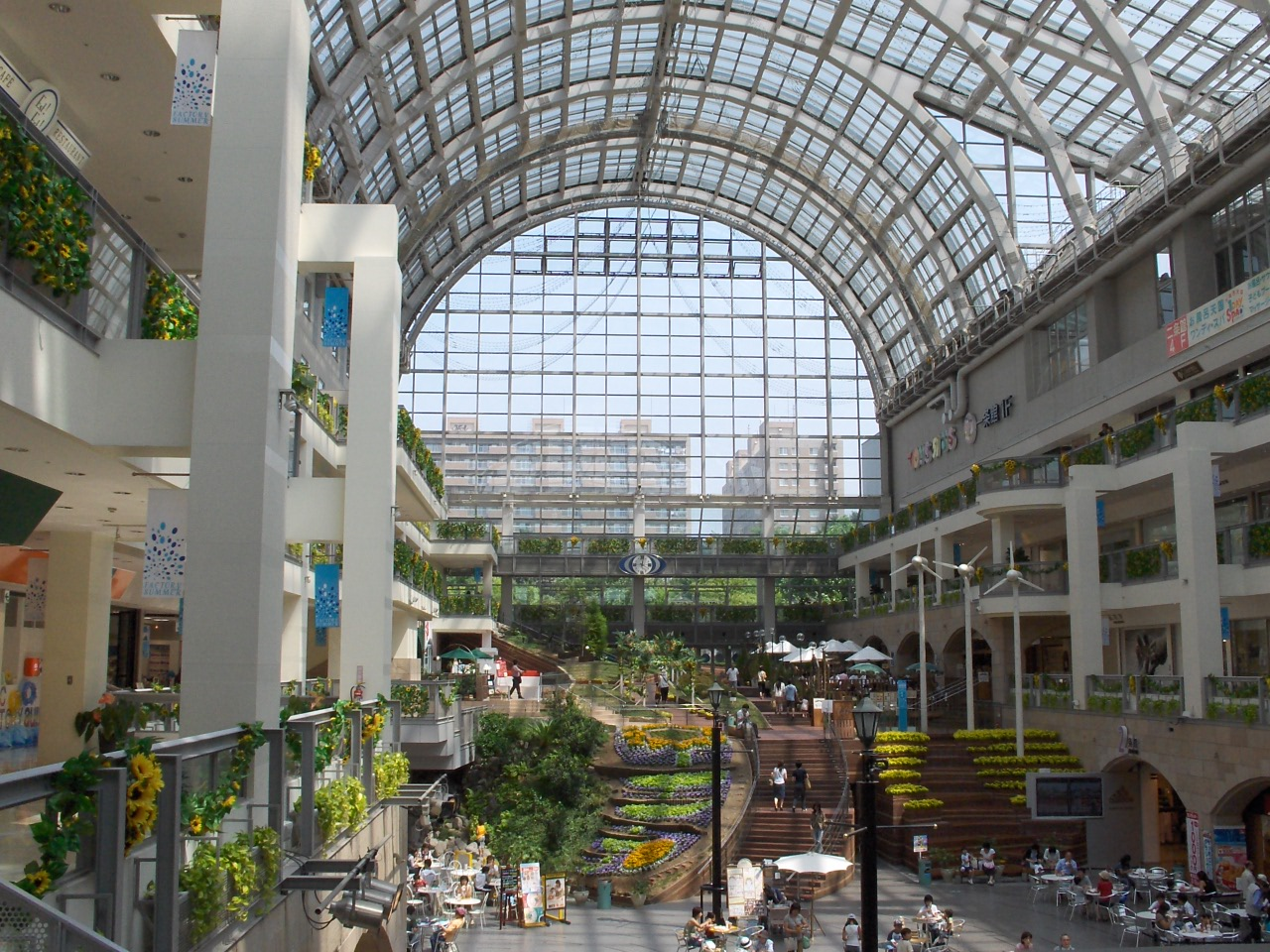
サッポロファクトリー

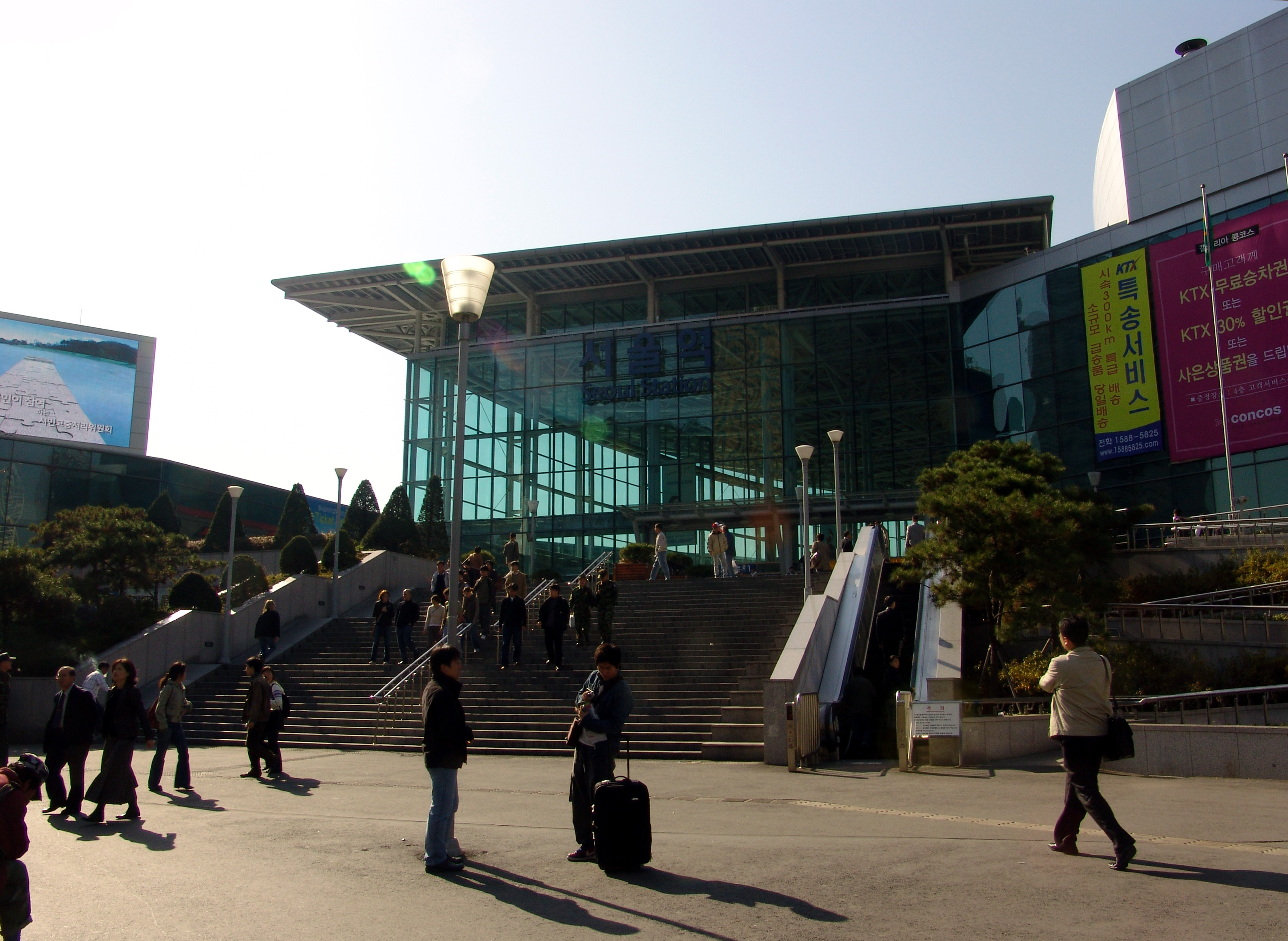
ソウル駅

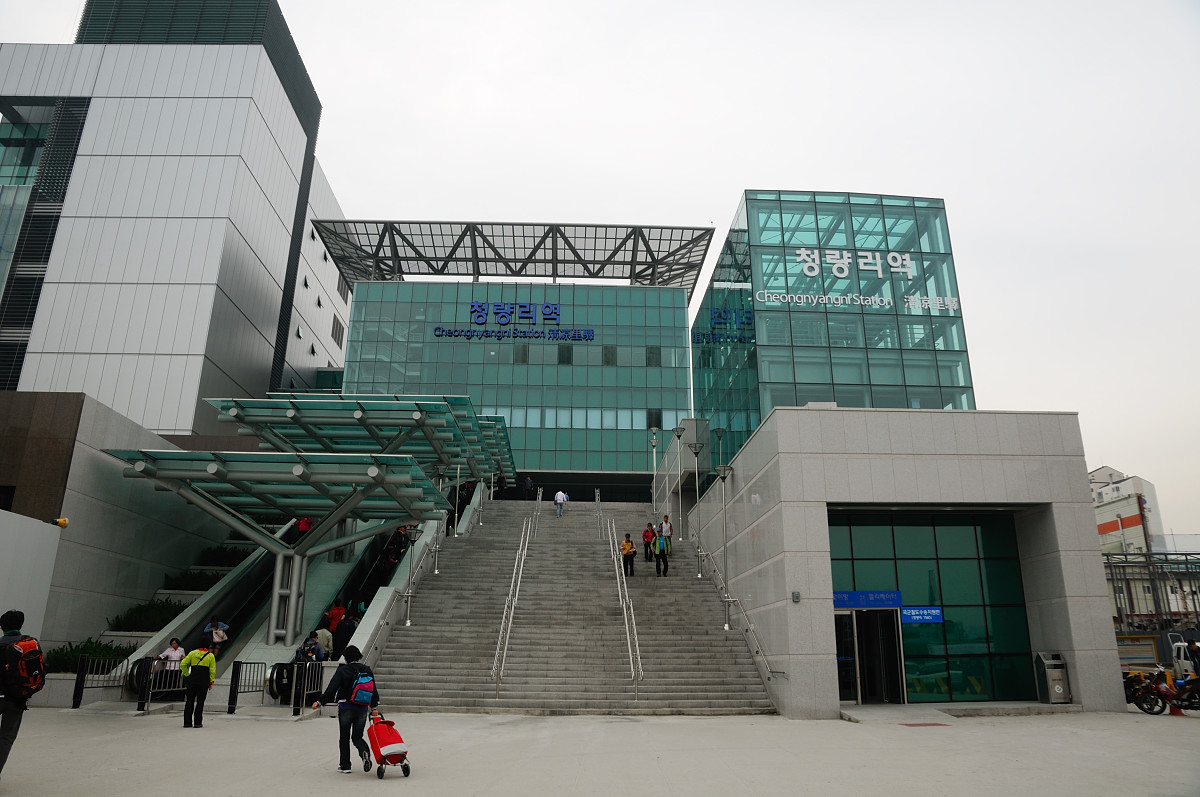
清凉里駅

- 1956年 早稲田大学第一理工学部建築学科卒業。
- 1958年 早稲田大学理工科系大学院修士課程修了
- 1960年 ハーバード大学大学院修士課程修了
- 1959年 - 1964年 アメリカ、ヨーロッパ各地の建設事務所に勤務
- 1964年 竹山実建築綜合研究所開設
- 1965年 武蔵野美術大学助教授
- 1976年 武蔵野美術大学教授
- 2004年 武蔵野美術大学名誉教授

## 受賞
- 1971年 SDA銅賞（一番館）
- 1974年
  - SDAサイン建築賞（ホテルビバリートム）
  - 店舗デザイン協会年間賞（ホテルビバリートム）
- 1987年 大阪建築士会「ひろば賞」（京都ルネサンス）
- 1993年
  - 東京建築賞最優秀賞（晴海客船ターミナル）
  - ウォーターフロント賞優秀賞（晴海客船ターミナル）
  - 国際照明デザイン賞（晴海客船ターミナル）
  - 商環境デザイン賞優秀賞（晴海客船ターミナル）
  - ショップシステムコンペティション入賞（晴海客船ターミナル）
- 1998年 照明デザイン優秀賞(新宿西口地下道)
- 2002年 神奈川県建築コンクール奨励賞（横浜北部斎場）

## 主な作品
- 1968年
  - 長野県農村文化協会『青年の家』（長野県）
  - 一番館（東京都）
- 1970年 二番館（東京都）
- 1972年 ペプシ工場 北海道ペプシコーラボトリング三笠工場（北海道）
- 1974年
  - 岩倉組本社（北海道）
  - ホテルビバリートム（北海道）
- 1976年 アトリエインディゴ（北海道）
- 1978年 SHIBUYA109（東京都）
- 1980年 中村記念病院（北海道）
- 1981年 武蔵野美術大学10号館（東京都）
- 1984年 味覚糖奈良工場（奈良県）
- 1986年
  - 京都ルネサンス（京都府）
  - エジプト大使館（東京都）
- 1988年 北見北斗病院（北海道）
- 1990年
  - ポジションビル（東京都）
  - ネオアージュ中目黒（東京都）
  - 埼玉県市町村職員共済組合草津保養所『アルペンローゼ』（群馬県）
- 1991年 キャナルタワー（東京都）
- 1992年
  - 味覚糖本社（大阪府）
  - テック広尾（東京都）
- 1993年
  - 晴海客船ターミナル（東京都）
  - テルメインターナショナルホテル札幌（北海道、デザイン監修）
  - 広尾プラザ（東京都、デザイン監修）
  - サッポロファクトリー（北海道、デザイン監修）
- 1995年 ホテルニチマ倶楽部『ホール』（富山県）
- 1997年
  - 新宿西口地下道（東京都）
  - 西新井第一団地集会所場（東京都）
- 1998年 明治屋札幌物流センター（北海道）
- 2002年
  - 横浜北部斎場（神奈川県）
  - ノースゲートビル（東京都）
- 2003年 ソウル駅（韓国、デザイン監修）
- 2010年 清凉里駅（韓国、デザイン監修）
- 2011年 新宿西口地下道II（東京都）

## 著作
- 碧いニルバーナ（イメージプレス、1973年）
- 現代日本建築家全集NO.24（三一書房、1973年）
- 街路の意味（鹿島出版会、1977年）
- ポストモダニズム（翻訳）（A＋U、1978年）
- 建築のことば（鹿島出版会、1982年）
- Monograph:MINORU TAKEYAMA（AC ACADEMY EDITIONS、1995年）
- 竹山実・建築録 （六耀社、2000年）
- そうだ! 建築をやろう 修業の旅路で出会った人びと（彰国社、2003年）
- 室内記号学住空間の冒険3（INAX出版、2004年）
- ぼくの居場所（インデックスコミュニケーションズ、2006年）

## 竹山実建築綜合研究所出身の建築家
- 遠藤謙一良
- 塚田眞樹子
- 高野修嗣